# Thomas Kroth
Thomas Kroth (* 26. August 1959 in Erlenbach am Main) ist ein ehemaliger deutscher Fußballspieler und jetziger Spielervermittler. Von 2015 bis 2019 war er Präsident der Deutschen Fußballspieler-Vermittler Vereinigung (DFVV).

## Sportliche Laufbahn

### Vereinskarriere
Der Mittelfeldspieler spielte 14 Jahre lang in der Bundesliga. Er gewann als erster Spieler der Wettbewerbsgeschichte den DFB-Pokal mit drei verschiedenen Vereinen: 1983 mit dem 1. FC Köln, 1987 mit dem Hamburger SV und 1989 mit Borussia Dortmund. Dieses Kunststück haben nach ihm bislang (Stand 2021) nur noch Klaus Allofs, Thorsten Legat und Ivan Perišić geschafft. Im Jahr 1990 beendete Kroth trotz eines Angebots aus der Bundesliga seine Karriere. Insgesamt lief Kroth in über 250 Erstligapartien auf. Im deutschen Vereinspokal kam der dreifache Pokalsieger in 26 Partien zum Einsatz und in den europäischen Wettbewerben in 15 Begegnungen.

### Auswahleinsätze
Am 26. Februar 1980 wurde er in die deutsche U-21-Auswahl berufen, in der er 13 Einsätze bestritt. Mit dem Nachwuchsmannschaft holte er 1982 die Vizeeuropameisterschaft. Sein letztes Spiel in dieser Auswahl erfolgte am 16. Oktober 1984 gegen die schwedische U-21-Nationalmannschaft.
Thomas Kroth kam 1985 zu einem Einsatz in der deutschen Nationalmannschaft. 1987 wurde er zweimal in der bundesdeutschen Olympiaelf aufgeboten.

## Weiterer Werdegang
Kroth ist Inhaber und Geschäftsführer der Agentur PRO Profil, die sich um die Betreuung und Vermarktung von Profisportlern kümmert, unter anderem um Manuel Neuer, Sebastian Rode, Patrick Herrmann, Kevin Volland sowie Shinji Kagawa. Kroth gehörte dem Vorstand der Deutschen Fußballspieler-Vermittler Vereinigung (DFVV) seit ihrer Gründung an, zunächst als Beisitzer und ab 2010 als Vize-Präsident. Auf der Mitgliederversammlung vom 19. November 2015 wurde Thomas Kroth zum Präsidenten der DFVV gewählt. Ende November 2019 gab er das Amt ab, die DFVV ernannte ihn zum Ehrenpräsidenten. Die Zeitschrift Forbes stufte Kroth 2018 als den deutschen Spielerberater mit den zweithöchsten Einnahmen ein. Kroth gilt als Fachmann für Spielerwechsel aus Japan nach Deutschland.

## Trivia
Thomas Kroth lernte in seiner Heimat den Beruf des Industriekaufmanns.
Der ehemalige Nationalspieler lebt seit 1990 in Schwerte.

## Erfolge
- DFB-Pokal-Sieger (3): 1983 (1. FC Köln), 1987 (Hamburger SV), 1989 (Borussia Dortmund)
- Deutscher Vize-Meister (2): 1982 (1. FC Köln), 1987 (Hamburger SV)
- DFB-Pokal-Finale: 1980 (1. FC Köln)